# Schwarze Schleife

„Schwarze Schleife“-Symbol

Die Schwarze Schleife ist als Awareness Ribbon ein Symbol des Andenkens oder der Trauer. Das Symbol wird bei verschiedenen Anlässen verwendet.